# Плоцки окръг
Плоцки окръг (на полски: Powiat płocki) е окръг в Централна Полша, Мазовско войводство. Заема площ от 1796,63 км2. Административен център е град Плоцк, който не е част от окръга.

## География
Окръгът се намира почти изцяло в историческата област Мазовия като само малка територия в най-западната част принадлежи към Куявия и Добжинска земя. Разположен е в западната част на войводството.

## Население
Населението на окръга възлиза на 110 890 души (2013 г.). Гъстотата е 62 души/км2.

## Административно деление
Административно окръгът е разделен на 15 общини.
Градско-селски общини:
- Община Вишогруд
- Община Гомбин
- Община Дробин

Селски общини:
- Община Белск
- Община Бодзанов
- Община Булково
- Община Дужи Брудзен
- Община Лонцк
- Община Мала Веш
- Община Нови Дунинов
- Община Радзаново
- Община Слубице
- Община Слупно
- Община Стара Бяла
- Община Старожреби

## Фотогалерия
- Дробин
- Гомбин
- Вишогруд